# Temazepam
Temazepam ist ein Benzodiazepin und findet vor allem Verwendung als Hypnotikum (Schlafmittel). Es entfaltet bei oraler Aufnahme über die Schleimhaut innerhalb kurzer Zeit (5–15 Minuten) sedierende (schlaffördernde), muskelrelaxierende (entspannende), und anxiolytische (angstlösende) Effekte. Es ist ein mittellang wirksames Medikament mit einer Halbwertszeit von 5 bis 13 Stunden. Im klinischen Bereich hat es sich in Dosen von 10  bis 20  mg als ein Standardmedikament zur Behandlung akuter psychischer und physischer stress- und schmerzbedingter Einschlafstörungen etabliert. Wie bei allen Benzodiazepinen üblich kann es bei längerer Anwendung (> 2 Wochen), insbesondere beim abrupten Absetzen zu Entzugserscheinungen (Schlaflosigkeit, Rastlosigkeit, Konzentrationsstörungen, Persönlichkeitsveränderungen) kommen. Es sollte daher nur als kurzzeitiges Akutmedikament zur Behandlung persönlicher oder gesundheitlich bedingter Ausnahmesituationen verwendet werden.

## Geschichte
Seit der Entdeckung durch Hans Franz wurde Temazepam als Gel-gefüllte Kapsel produziert, die oral eingenommen werden sollte.
In Großbritannien und besonders in Schottland wurde allerdings bekannt, dass, wenn die Kapseln geschmolzen und eingespritzt wurden, der Effekt viel stärker und ähnlicher dem des Alkohols war. Jedoch hat die Flüssigkeit die Tendenz, in den Gefäßen zu erstarren und somit arterielle Thrombosen zu verursachen, weswegen heutzutage Temazepam ausschließlich als orales Medikament verordnet und verabreicht wird.

## Rechtsstatus in Deutschland
Temazepam ist in der Bundesrepublik Deutschland aufgrund seiner Aufführung in der Anlage 3 BtMG ein verkehrsfähiges und verschreibungsfähiges Betäubungsmittel. Der Umgang ohne Erlaubnis oder Verschreibung ist grundsätzlich strafbar. Weitere Informationen sind im Hauptartikel Betäubungsmittelrecht in Deutschland zu finden.
Ausgenommen sind Zubereitungen, die keine weiteren Betäubungsmittel enthalten und je abgeteilter Form bis zu 20 mg Temazepam enthalten.

## Anwendung in der Schwangerschaft und Stillzeit
Temazepam darf in der Schwangerschaft nicht benutzt werden. Es kann bei der Verabreichung von Temazepam während der Spätphase der Schwangerschaft oder während der Entbindung beim Neugeborenen zu Hypothermie, Hypotonie und zu mäßiger Atemdepression kommen. Außerdem könnten Neugeborene von Müttern, die im letzten Trimester der Schwangerschaft Benzodiazepine regelmäßig einnahmen, eine Abhängigkeit aufweisen, mit dem Risiko, dass sie in der postnatalen Phase Entzugssymptome entwickeln. Tierversuche lassen vermuten, dass die Säuglingssterblichkeit durch Temazepam erhöht wird.

## Isomerie
Temazepam enthält ein Stereozentrum. Folglich gibt es also zwei Enantiomere dieses Arzneistoffes, das (R)- und das (S)-Isomer. In der Regel besitzen die Enantiomeren unterschiedliche pharmakokinetische und pharmakologische Eigenschaften, dies ist bei Temazepam jedoch nicht relevant, da in wässriger Lösung sehr schnell Racemisierung eintritt, die Anwendung eines reinen Enantiomeren also gar nicht möglich ist.

## Handelsnamen
Monopräparate
Normison (CH), Planum (D), Remestan (D), Temazep (D), diverse Generika